# جون رودريك (كاتب)
جون رودريك (بالإنجليزية: John Roderick)‏ هو مدون صوتي وموسيقي وكاتب أمريكي، ولد في 13 سبتمبر 1968 في سياتل في الولايات المتحدة.

## وصلات خارجية
- الموقع الرسمي
- جون رودريك على موقع ميوزك برينز (الإنجليزية)
- جون رودريك على موقع أول ميوزيك (الإنجليزية)
- جون رودريك على موقع ديسكوغز (الإنجليزية)